# Gejza Veselý
Gejza Veselý (* 1. května 1941, Bučany, Slovensko) je slovenský římskokatolický kněz působící v brněnské diecézi, bývalý vicerektor Nepomucena a papežský kaplan.

## Život
Kněžské svěcení přijal 14. září v Římě. Od roku 1992 působil jako ekonom a v letech 1995 až 2000 jako vicerektor české Papežské koleje Nepomucenum. Od 15. října 1996 byl formálně ustanoven farním vikářem ve farnosti u kostela sv. Jakuba Staršího v Brně. Souběžně se věnoval navazujícímu studiu teologie na Papežské lateránské univerzitě a po jeho ukončení získal licenciát teologie. Dne 5. dubna 2000 jej papež Jan Pavel II. jmenoval kaplanem Jeho Svatosti. Po návratu ze zahraničí působil Gejza Veselý jako farní vikář v mikulovských farnostech u kostela sv. Václava a u kostela sv. Jana Křtitele a jako administrátor excurrendo ve farnostech Bavory a Březí u Mikulova. V roce 2006 mu bylo za uchovávání a zviditelňování odkazu Jána Palárika pro současné slovenské církevní dějiny uděleno čestné členství Divadelně-zpěváckého souboru Jána Palárika v Majcichově a roku 2008 se stal čestným občanem své rodné obce. 
K 1. srpnu 2011 byl přeložen a ustanoven farním vikářem pro farnosti Valtice, Bulhary a Milovice u Mikulova, kterým byl až do 31. července 2023. Od srpna t.r. je v důchodu a od ledna 2024 pobývá na faře v Lanžhotě.

## Dílo
- (slovensky) Predstavení Bohemica a Nepomucena od roku 1884 do 1995, Brázda 1/1995-6, str. 7-8
- (italsky) Lo sforzo per la provincia ecclesiastica slovaca – dai primi tentativi fino al 1939, Slovak Studies 2001-2002, str. 38-82
- Význam cyrilometodějské mise pro dnešní dobu, in: Jižní Morava 2013, Muzejní a vlastivědná společnost v Brně, Brno 2013, str. 9-11